# Baisa, Botoșani
Baisa este un sat în comuna Mihai Eminescu din județul Botoșani, Moldova, România. Satul se află în partea de vest a județului, în Podișul Sucevei, la poalele vestice ale colinelor Bour-Vorona.